# كارثة مطار ليناتي
كارثة مطار ليناتي هي كارثة جوية حدثت في 8 أكتوبر 2001 عندما أصطدم المحرك الأيمن وعجلات الهبوط ومؤخرة طائرة ماكدونل دوغلاس إم دي-87 التابعة للخطوط الجوية الإسكندنافية الرحلة 686 بحجرة الركاب والجزء الخارجي للجناح الأيمن وموزان طائرة سيسنا ستيشن جيت التابعة لطيران إيفيكس الرحلة 9738 عند منتصف المدرج 36R وبعد ذلك أصطدمت الطائرة الإسكندنافية بمرآب طائرات عند نهاية مدرج الإقلاع في مطار ميلانو ليناتي الدولي في ميلانو الذي يقع في إيطاليا وأطلقوا الإنذار بعد 3 دقائق من الحادثة وأغلقوا المطار أمام الطائرات القادمة والمغادرة وبعد 26 دقيقة من الحادثة وجدوا طائرة سيسنا عند منتصف المدرج 36R بعد 23 دقيقة من إيجاد طائرة ماكدونل دوغلاس وقتل في الحادث 118 شخصا (110 شخصا علي متن طائرة ماكدونل دوغلاس إم دي-87 و4 أشخاص في طائرة سيسنا ستيشن جيت و4 أشخاص علي الأرض) وأظهرت تشريح الجثث بإن 3 أشخاص من طائرة سيسنا ظلوا علي قيد الحياة وهم الطياران والراكب عند الجهة الأيسر وقد بقوا أحياء خلال 24 دقيقة قبل دقيقتان من اكتشاف حطام سيسنا أعتبر التصادم أسوء حادثة طيران في تاريخ إيطاليا وركاب سيسنا ستيشن جيت هما مالك الطائرة وعضو لمجموعة الطعام الإيطالي ستار لوكا فوسيني وبائع سيسنا الأوروبي ستيفانو رومانيلو.

## طاقم قمرة القيادة

### طاقم الخطوط الجوية الإسكندنافية الرحلة 686
- الكابتن جواكيم غوستافسون البالغ من العمر 36 عاما ذات خبرة طيران للشركة لمدة 14 عاما.
- المساعد أول أندرياس هيلاندر البالغ من العمر 36 عاما ذات خبرة طيران للشركة لمدة 4 سنوات.

### طاقم ركاب طيران إيفيكس الرحلة 9738
- الكابتن مارتن شنايدر البالغ من العمر 36 عاما ذات خبرة طيران للشركة لمدة 10 سنوات.
- المساعد أول هورست كونيغسمان البالغ من العمر 64 عاما ذات خبرة طيران مع القوات الجوية الألمانية لمدة 8 سنوات وطيارا خاص لمدة 32 عاما.

## الجنسيات
| جنسيات الضحايا  | الخطوط الجوية الإسكندنافية الرحلة 686 | فيكس للطيران الرحلة 9738 | الأرض | المجموع |
| --------------- | ------------------------------------- | ------------------------ | ----- | ------- |
| الدنمارك        | 19                                    | –                        | –     | 19      |
| فنلندا          | 6                                     | –                        | –     | 6       |
| ألمانيا         | –                                     | 2                        | –     | 2       |
| إيطاليا         | 58                                    | 2                        | 4     | 64      |
| النرويج         | 3                                     | –                        | –     | 3       |
| رومانيا         | 1                                     | –                        | –     | 1       |
| جنوب إفريقيا    | 1                                     | –                        | –     | 1       |
| السويد          | 20                                    | –                        | –     | 20      |
| المملكة المتحدة | 2                                     | –                        | –     | 2       |
| المجموع         | 110                                   | 4                        | 4     | 118     |